# Linha 4 do Metrô de Santiago
A Linha 4: Tobalaba ↔ Plaza de Puente Alto é uma das linhas do Metrô de Santiago.

## Estações
| Nome                        | Inauguração            | Comuna                              | Integração         | Posição     | Latitude      | Longitude     |
| --------------------------- | ---------------------- | ----------------------------------- | ------------------ | ----------- | ------------- | ------------- |
| ■ Tobalaba                  | 30 de novembro de 2005 | Las Condes / Providencia            |                    | Subterrânea | 33° 25' 05" S | 70° 36' 06" O |
| ■ Cristóbal Colón           | 30 de novembro de 2005 | Las Condes / Providencia            | -                  | Subterrânea | 33° 25' 35" S | 70° 35' 28" O |
| ■ Francisco Bilbao          | 30 de novembro de 2005 | La Reina / Las Condes / Providencia | -                  | Subterrânea | 33° 25' 55" S | 70° 35' 05" O |
| ■ Príncipe de Gales         | 30 de novembro de 2005 | La Reina / Ñuñoa                    | -                  | Subterrânea | 33° 26' 21" S | 70° 34' 23" O |
| ■ Simón Bolívar             | 30 de novembro de 2005 | La Reina / Ñuñoa                    | -                  | Subterrânea | 33° 26' 45" S | 70° 34' 19" O |
| ■ Plaza Egaña               | 30 de novembro de 2005 | La Reina / Ñuñoa                    |                    | Subterrânea | 33° 27' 12" S | 70° 34' 15" O |
| ■ Los Orientales            | 30 de novembro de 2005 | Ñuñoa / Peñalolén                   | -                  | Subterrânea | 33° 27' 45" S | 70° 34' 26" O |
| ■ Grecia                    | 30 de novembro de 2005 | Macul / Ñuñoa / Peñalolén           | -                  | Subterrânea | 33° 28' 09" S | 70° 34' 35" O |
| ■ Los Presidentes           | 2 de março de 2006     | Macul / Peñalolén                   | -                  | Superfície  | 33° 28' 38" S | 70° 34' 43" O |
| ■ Quilín                    | 2 de março de 2006     | Macul / Peñalolén                   | -                  | Superfície  | 33° 29' 17" S | 70° 34' 49" O |
| ■ Las Torres                | 2 de março de 2006     | Macul / Peñalolén                   | -                  | Superfície  | 33° 29' 56" S | 70° 35' 11" O |
| ■ Macul                     | 2 de março de 2006     | La Florida / Macul / Peñalolén      | (a partir de 2032) | Superfície  | 33° 30' 33" S | 70° 35' 24" O |
| ■ Vicuña Mackenna           | 2 de março de 2006     | La Florida                          |                    | Subterrânea | 33° 31' 11" S | 70° 35' 46" O |
| ■ Vicente Valdés            | 30 de novembro de 2005 | La Florida                          |                    | Subterrânea | 33° 31' 35" S | 70° 35' 48" O |
| ■ Rojas Magallanes          | 30 de novembro de 2005 | La Florida                          | -                  | Elevada     | 33° 32' 11" S | 70° 35' 34" O |
| ■ Trinidad                  | 30 de novembro de 2005 | La Florida                          | -                  | Elevada     | 33° 32' 46" S | 70° 35' 18" O |
| ■ San José de la Estrella   | 5 de novembro de 2009  | La Florida                          | -                  | Elevada     | 33° 33' 13" S | 70° 35' 12" O |
| ■ Los Quillayes             | 30 de novembro de 2005 | La Florida                          | -                  | Elevada     | 33° 33' 41" S | 70° 35' 07" O |
| ■ Elisa Correa              | 30 de novembro de 2005 | Puente Alto                         | -                  | Elevada     | 33° 34' 10" S | 70° 35' 02" O |
| ■ Hospital Sótero del Río   | 30 de novembro de 2005 | Puente Alto                         | -                  | Elevada     | 33° 34' 37" S | 70° 34' 56" O |
| ■ Protectora de la Infancia | 30 de novembro de 2005 | Puente Alto                         | -                  | Elevada     | 33° 35' 23" S | 70° 34' 48" O |
| ■ Las Mercedes              | 30 de novembro de 2005 | Puente Alto                         | -                  | Subterrânea | 33° 36' 06" S | 70° 34' 39" O |
| ■ Plaza de Puente Alto      | 30 de novembro de 2005 | Puente Alto                         | (a partir de 2033) | Subterrânea | 33° 36' 54" S | 70° 34' 33" O |